# Mesaxymyia
Genre
Mesaxymyia est un genre d'insectes diptères de la famille des Axymyiidae.

## Liste d'espèces
Selon BioLib (13 avril 2019) :
- Mesaxymyia kerteszi (Duda, 1930)
- Mesaxymyia stackelbergi Mamaev, 1968